# Casco RAC

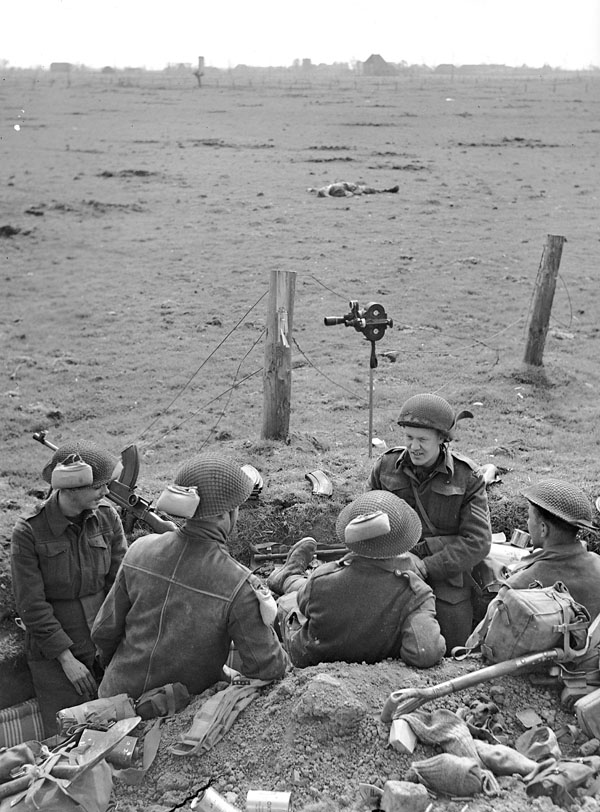
El sargento F. Beal, de la Unidad de Cine y Fotografía del Ejército canadiense, habla con los soldados de infantería de la infantería ligera real de Hamilton en 1945. Beal lleva un casco RAC Mk1 mientras que los soldados de infantería usan cascos Brodie.

El Casco RAC (Royal Armored Corps) es un casco de combate de origen británico que usan las tropas blindadas. Al igual que con el HSAT de forma similar, inicialmente fue fabricado por Briggs Motor Bodies en Dagenham. Se introdujo en la Segunda Guerra Mundial y se emitió a los países de la Commonwealth en la era posterior a 1945 hasta la guerra de las Malvinas. Los cascos RAC venían con la misma suspensión y revestimiento de los cascos Brodie y más tarde la suspensión elástica y el revestimiento del casco MkIII. Muchos fueron convertidos para usar como casco de paracaidista. 
El casco del Royal Armored Corps tenía la misma forma, al igual que los cascos utilizados por los jinetes de despacho.

## Usuarios
- Bélgica
- Reino Unido
- Canadá, Usado por tanquistas canadienses unidos a divisiones blindadas británicas